# Кристофер (Иллинойс)
Кри́стофер (англ. Christopher) — город в штате Иллинойс, США. Находится в округе Франклин. По данным переписи за 2010 год число жителей города составляло 2382 человека.

## Географическое положение
Кристофер расположен на юге штата Иллинойс на высоте 134 м над уровнем моря. Площадь города составляет 4,11 км², из которых 0,02 км² — вода.

## История
В 1879 году в окрестностях современного Кристофера было решено открыть депо железной дороги Бельвью-Эльдорадо-Дюкон. Депо было названо в честь Кристофера Харрисона, который представлял округ на одном из первых Конституционных собраний Иллинойса. Населённый пункт стал торговым центром для местных фермеров. В 1880 году был открыт почтовый офис. К 1906 году население Кристофера достигло 300 человек и продолжало быстро расти, благодаря открытию угольной шахты. В 1912 году волна эмиграции пришла в округ, люди искали работу в шахтах. Население города достигло 3000 человек, а в 1928 году был достигнут исторический максимум для города — более 10 000 человек.

## Население
| Год переписи | Нас. |  | %±     |
| ------------ | ---- |  | ------ |
| 1910         | 1825 |  | —      |
| 1920         | 3830 |  | 109,9% |
| 1930         | 4244 |  | 10,8%  |
| 1940         | 3833 |  | −9,7%  |
| 1950         | 3545 |  | −7,5%  |
| 1960         | 2854 |  | −19,5% |
| 1970         | 2910 |  | 2%     |
| 1980         | 3086 |  | 6%     |
| 1990         | 2774 |  | −10,1% |
| 2000         | 2836 |  | 2,2%   |
| 2010         | 2382 |  | −16%   |
| 2016         | 2756 |  | 15,7%  |

В 2010 году на территории города проживало 2382 человека (из них 47,4 % мужчин и 52,6 % женщин), насчитывалось 1066 домашних хозяйств и 648 семей. На территории города было расположено 1180 построек со средней плотностью 287,8 построек на один квадратный километр суши. Расовый состав: белые — 98,0 %, афроамериканцы — 0,4 %, азиаты — 0,2 %, коренные американцы — 0,2 %.
Население города по возрастному диапазону по данным переписи 2010 года распределилось следующим образом: 23,3 % — жители младше 18 лет, 3,1 % — между 18 и 21 годами, 53,1 % — от 21 до 65 лет и 20,5 % — в возрасте 65 лет и старше. Средний возраст населения — 41,4 лет. На каждые 100 женщин в Кристофере приходилось 90,1 мужчин, при этом на 100 совершеннолетних женщин приходилось уже 84,1 мужчин сопоставимого возраста.
Из 1066 домашних хозяйств 60,8 % представляли собой семьи: 40,5 % совместно проживающих супружеских пар (13,5 % с детьми младше 18 лет); 15,8 % — женщины, проживающие без мужей и 4,5 % — мужчины, проживающие без жён. 39,2 % не имели семьи. В среднем домашнее хозяйство ведут 2,23 человека, а средний размер семьи — 2,82 человека. В одиночестве проживали 35,0 % населения, 18,0 % составляли одинокие пожилые люди (старше 65 лет).
В 2014 году из 2301 человек старше 16 лет имели работу 1030. В 2014 году медианный доход на семью оценивался в 43 438 $, на домашнее хозяйство — в 34 875 $. Доход на душу населения — 19 871 $ в год.